# Charles Burpee
Pour les articles homonymes, voir Burpee.
Charles Burpee (1817-1909) est un agriculteur et un homme politique canadien qui fut député et sénateur du Nouveau-Brunswick.

## Biographie
Charles Burpee est né le 18 juin 1817 à Sheffield au Nouveau-Brunswick dans une famille établie dans la province depuis 1763 après avoir quitté le Massachusetts. 
Il devient agriculteur mais se lance en politique fédérale et est élu député libéral pour la circonscription de Sunbury le 20 septembre 1867. Il est réélu aux élections de 1872, 1874, 1878 et 1882, mais est battu à celles de 1887.
Il est alors nommé sénateur sur avis de Wilfrid Laurier le 1er février 1900, mais démissionne le 19 juillet de la même année.
Il est mort le 29 novembre 1909 à Sheffield.

## Divers
Charles Burpee était l'oncle de Isaac Burpee, homme politique qui fut également député du Nouveau-Brunswick.